# Karata
Karata (russisch Карата, awarisch Кӏкӏаратӏа) ist ein Dorf (selo) in der Republik Dagestan in Russland mit 4153 Einwohnern (Stand 14. Oktober 2010).

## Geographie
Der Ort liegt etwa 100 km Luftlinie südwestlich der Republikhauptstadt Machatschkala und gut 20 km von der Grenze zur Republik Tschetschenien entfernt im östlichen Teil des Großen Kaukusus. Er befindet sich hoch über dem linken Ufer des Achwach, eines linken Nebenflusses des Andijskoje Koisu, in den er knapp 10 km nordwestlich mündet.
Karata ist Verwaltungszentrum des Rajons Achwachski sowie Sitz der Landgemeinde (selskoje posselenije) Karatinski selsowet, zu der außerdem das 4 km nordwestlich gelegene Dorf Ratschabulda gehört. Faktisch die gesamte Bevölkerung wird von Awaren gestellt. Die meisten gehören der Subethnie der Karatiner an, die wie das von ihnen teilweise noch gesprochene Karatinische (eine der andischen Sprachen), nach dem Ort benannt ist.

## Geschichte
Der seit dem Mittelalter bekannte Ort wurde nach dem Anschluss des Gebietes an das Russische Reich und der Bildung der Oblast Dagestan 1860 Verwaltungssitz eines der sieben (später acht) administrativen Abschnitte des Andischem Okrug (Andijski okrug, mit Sitz im 15 km nordwestlich gelegenen Botlich). 1933 wurde Karata Verwaltungssitz des neu geschaffenen Achwachski rajon, benannt nach dem Fluss sowie der ebenfalls dort siedelnden awarischen Subethnie der Achwacher.

### Bevölkerungsentwicklung
| Jahr | Einwohner |
| ---- | --------- |
| 1897 | 998       |
| 1939 | 1613      |
| 1959 | 2030      |
| 1970 | 2359      |
| 1979 | 2555      |
| 1989 | 2591      |
| 2002 | 4519      |
| 2010 | 4153      |

Anmerkung: Volkszählungsdaten

## Verkehr
Nach Karata führt die 17 km lange Regionalstraße 82K-028 aus dem nordwestlich benachbarten Rajonzentrum Botlich, wo sie von der 82K-008 abzweigt, über die Anschluss in Richtung Buinaksk – Machatschkala sowie zur tschetschenischen Grenze in Richtung Grosny besteht.

## Söhne und Töchter des Ortes
- Maschidat Gairbekowa (1927–2015), Dichterin
- Sagalaw Abdulbekow (* 1945), Ringer